# Comuna Novoivanivske, Iuriivka
Novoivanivske (în ucraineană Новоіванівське) este o comună în raionul Iuriivka, regiunea Dnipropetrovsk, Ucraina, formată din satele Novoivanivske (reședința), Novotîmofiivske și Peatîhatkî.

## Demografie
Componența lingvistică a satului Novoivanivske
     Ucraineană (95,72%)
     Rusă (4,28%)
Conform recensământului din 2001, majoritatea populației satului Novoivanivske era vorbitoare de ucraineană (95,72%), existând în minoritate și vorbitori de rusă (4,28%).